# Lisa Paus
Elisabeth Paus, detta Lisa (Rheine, 19 settembre 1968), è una politica tedesca, dal 25 aprile 2022 al 6 maggio 2025 ministro per la famiglia, gli anziani, le donne e i giovani; membro di Alleanza 90/I Verdi, nonché dal 2009 del Bundestag in rappresentanza del collegio di Berlino.